# Leicester Tigers
Die Leicester Tigers (offiziell Leicester Football Club) sind ein Rugby-Union-Verein aus der englischen Stadt Leicester, der in der Gallagher Premiership spielt, der obersten englischen Liga. Die Heimspiele werden im Welford Road Stadium ausgetragen. Mit zehn Meistertiteln, zwei Siegen im Heineken Cup und dem siebenmaligen Gewinn des englischen Pokals gehören die „Tiger“ zu den erfolgreichsten Mannschaften des Landes.

## Geschichte
Im Jahr 1880 entstand der Leicester Football Club aus der Fusion des Leicester Societies AFC, des Leicester Amateur FC und von Leicester Alert. 1892 zog er an seinen heutigen Standort an der Welford Road. Über die Herkunft des Spitznamens Tigers gibt es zwei Theorien: Entweder stammt er vom Leicestershire Regiment, das in Indien stationiert war, oder von den braun-gelb gestreiften Hemden, welche die Mannschaft in der Vergangenheit trug.
Bis in die 1970er Jahre war der Zuschaueraufmarsch bescheiden; ausverkauft war das Stadion jeweils nur beim traditionellen Spiel gegen den Barbarian FC am 26. Dezember. Dieses Boxing Day Fixture findet heute noch statt, aufgrund des Meisterschaftsprogramms nun allerdings an anderen Tagen.
Die Tigers siegten zwischen 1979 und 1981 dreimal hintereinander im Finale des John Player Cup und durften den Pokal aus diesem Grund auf Dauer behalten. Sie gewannen auch die in der Saison 1987/88 erstmals ausgetragene englische Meisterschaft, die heutige Aviva Premiership; den Titelgewinn sicherten sie sich am letzten Spieltag mit einem Sieg gegen den Waterloo RFC.
In den 1990er Jahren begann eine Erfolgsserie, die in England ihresgleichen sucht. Die Tigers gewannen den Pokal 1993 und 1997, außerdem wurden sie 1995 zum zweiten Mal Meister. 1997 erreichten sie das Finale des europäischen Heineken Cup, das sie allerdings gegen den französischen Verein CA Brive verloren. Zwischen 1999 und 2002 entschieden sie viermal hintereinander die englische Meisterschaft für sich. 2001 gewannen sie das Finale des Heineken Cup gegen Stade Français Paris im Pariser Parc des Princes; diesen Erfolg wiederholten die Tigers 2002 im Millennium Stadium in Cardiff gegen die irische Mannschaft Munster Rugby. Zwischen dem 30. Dezember 1997 und dem 30. November 2002 blieb Leicester im Heimstadion in 57 Spielen ungeschlagen, davon 52 in Folge.
Während der Weltmeisterschaft 2003 waren nicht weniger als sieben Spieler der Tigers im Kader der englischen Nationalmannschaft vertreten. Da diese Stammspieler lange Zeit abwesend waren, beendete die Mannschaft die Saison 2003/04 auf dem ungewohnt schlechten 11. Platz und wäre damit beinahe abgestiegen. 2005 beendeten die Tigers die reguläre Saison wieder auf dem Spitzenplatz, verloren aber das Play-off-Finale gegen die London Wasps. Auch 2006 unterlagen sie im Finale, diesmal gegen die Sale Sharks.
2007 setzten sie sich schließlich gegen Gloucester RFC durch und gewannen zum siebten Mal den Meistertitel. Das Endspiel im Heineken Cup gegen die London Wasps verloren sie hingegen mit 9:25. Eine weitere Endspielniederlage gab es 2008, als die Tigers im entscheidenden Spiel um die Meisterschaft den London Wasps mit 16:26 unterlagen. In der darauf folgenden Saison wurde man erneut englischer Meister, musste sich im Finale des Heineken Cup jedoch geschlagen geben. 2010 konnten die Tigers den Meistertitel erfolgreich verteidigen. Hingegen verloren sie 2011 im Finale der englischen Meisterschaft gegen die Saracens und 2012 gegen die Harlequins. 2013 standen die Tigers erneut im Meisterschaftsfinale und setzten sich gegen die Northampton Saints durch.

## Erfolge
- Meister Premiership: 1988, 1995, 1999, 2000, 2001, 2002, 2007, 2009, 2010, 2013
- Sieger Anglo-Welsh Cup: 1979, 1980, 1981, 1993, 1997, 2007, 2012, 2017
- Sieger Heineken Cup: 2001, 2002
- Sieger Middlesex 7s: 1995
- Playoff-Finalist Premiership: 2005, 2006, 2011, 2012
- Finalist Heineken Cup: 1997, 2007, 2009
- Finalist John Player Cup / Pilkington Cup: 1978, 1983, 1989, 1994, 1996

## Spieler

### Aktueller Kader
Der Kader für die Saison 2019/2020:

### Bekannte ehemalige Spieler
| - Neil Back - Santiago Bonorino (Argentinien) - Martin Castrogiovanni (Italien) - Martin Corry - Dave Denton (Schottland) - Julien Dupuy (Frankreich) - Will Greenwood - Harry Ellis - Dusty Hare - Austin Healey - Derick Hougaard (Südafrika) | - Martin Johnson - Ben Kay - Benjamin Kayser (Frankreich) - Josh Kronfeld (Neuseeland) - Campese Ma’afu (Fidschi) - Aaron Mauger (Neuseeland) - Lewis Moody - Geordan Murphy (Irland) - Tony O’Reilly (Irland) - Seru Rabeni (Fidschi) - Dean Richards | - Graham Rowntree - Waisale Serevi (Fidschi) - Ollie Smith - Tim Stimpson - Mathew Tait - Matt To’omua (Australien) - Alesana Tuilagi (Samoa) - Tom Varndell - Dorian West - Clive Woodward |